# Костадин Бураджиев
Костадин Бураджиев е български диригент, ръководител на фолклорни състави, професор в Академията за музикално, танцово и изобразително изкуство (АМТИИ) в Пловдив.

## Биография
Роден е през 1958 г. в Пловдив.
Дългогодишен диригент и главен художествен ръководител на Ансамбъл „Добруджа“ в Добрич,  с който изнася над 1000 концерта в България, Германия, Нидерландия, Белгия, Италия, Русия, Китай, Тайланд, Лаос и други страни. С ансамбъла има издадени 4 дългосвирещи грамофонни плочи и 6 компактдиска („Присъствие“, „Песни и хора от Добруджа“, „Добруджанска тройка“, „Песен и обич“, „Магически гласове от България“ 1 и 2 – издадени от SABAM, Белгия), в които са включени негови авторски композиции и обработки.
От 2001 г. е преподавател по дирижиране на народен оркестър и дирижиране на народен хор в пловдивската Академия за музикално, танцово и изобразително изкуство. Главен диригент е на Академичния народен хор.
През 2005 г. защитава дисертация на тема „Изпълнителски похвати при свирене на тамбура” и получава научната и образователна степен „доктор”.
Издава различни пособия за народни инструменти, между които и 4 сборника за тамбура – солови пиеси със съпровод на пиано, на народен оркестър, сборник „40 песни за народен хор“, „Пиеси за народен оркестър“, „Пиеси за народен хор и народен оркестър“ и др.
Записва свои композиции и обработки в Радио София. Има записи като солист-тамбурджия на редица солови пиеси за тамбура. През 2006 г. издава авторски компактдиск с аранжименти на български народни песни „Орфееви цветя“. През юни 2007 г. реализира с Академичния народен хор първия авторски албум на композитора Красимир Кюркчийски.

## Награди
Носител е на национални и международни отличия и награди, сред които:
- лауреат на X световен младежки фестивал в Берлин (1973);
- I награда на конкурса „Млад музикант“ в Чирпан през 1977 и III награда през 1982 г.;
- „Сребърна лира“ на СБМТД (1989);[2]
- „Златна лира“ на СБМТД (1994, 1999);[2]
- 4 първи награди на Международния фестивал „Светът в музика“ в Италия (1998): в категориите „Народен хор“, „Народен оркестър“, „Народен ансамбъл“ (до 16 участника), „Народен ансамбъл“ (над 16 участника);
- I награда на „Надсвирване на народните оркестри“ в Силистра, 1995 г.;
- награда за музикант на годината в Добрич.
- Златен медал в категория „Фолклор“ от конкурса World Choir Games (WCG) в Грац, Австрия, 2008 г.[3]
- Почетен плакет и Почетна грамота на Министертво на културата за висок принос в развитието на българската култура, 2010 г.
- Национална музикална награда „Кристална лира” на СБМТД, Министерство на културата и Радио ФМ+, 2014 г.
- шампион на Grand Prix of Choral Music, Грац, Австрия, 2011.
- наградата „Нестинарка“ на Международния фолклорен фестивал в Бургас (2019).[4]